# Sorbus cochleariformis
Sorbus cochleariformis är en rosväxtart som beskrevs av Meierott. Sorbus cochleariformis ingår i släktet oxlar, och familjen rosväxter. Inga underarter finns listade i Catalogue of Life.